# Massacre do Goyases
O Massacre do Colégio Goyases foi um massacre escolar ocorrido no final da manhã do dia 20 de outubro de 2017, uma sexta-feira, no Colégio Goyases, em Goiânia. O autor foi um aluno de quatorze anos, que cursava o oitavo ano do ensino fundamental. O motivo, segundo seu depoimento depois do crime, teria sido bullying, que vinha sofrendo por um de seus colegas.
Atualmente, o tiroteio do Colégio Goyases é o ataque escolar mais mortífero do estado de Goiás.

## Ataque
Por volta das 11h50, o intervalo entre a aula de ciências e gramática teria acabado e os alunos estavam na sala do oitavo ano, localizada no terceiro e último andar do Colégio Goyases. A arma do atirador teria disparado acidentalmente de mochila, sem feri-lo, antes que o atirador tirasse a arma de dentro da mochila.
Estudantes que estavam na sala relataram que acharam que era balão estourando, antes de perceberem o estudante armado e começarem a fugir da sala. O atirador sacou a arma de fogo e atirou contra o teto, antes de começar a atirar diversas vezes contra os estudantes da sala. A primeira vítima foi João Pedro Calembo, 13, que foi baleado na cabeça e morreu no local; ele era o alvo do ataque.  Outros cinco estudantes foram atingidos pelos tiros, incluindo João Vitor Gomes, 13, que foi baleado na cabeça e também morreu no ataque.
Durante o tiroteio, uma coordenadora, Simone Maulaz Elteto, que ouviu os tiros, se dirigiu à sala de aula, percebendo a situação, tirou uma das alunas feridas da sala para impedir que ela fosse atingida novamente. Ao se aproximar do atirador, Maulaz colocou a mão no ombro do atirador e conseguiu confortá-lo e acalmá-lo. Maulaz imediatamente levou o atirador para a biblioteca, onde conseguiu fazê-lo travar a arma. Além de Maulaz conseguir acalmá-lo, ele ainda apontou a arma na própria cabeça, mas foi impedido pela coordenadora.
No ataque, 11 tiros foram disparados pelo atirador que quase conseguiu utilizar toda a munição para atingir os colegas.

## Autor
O suspeito do ataque é um estudante de 14 anos do Colégio Goyases. O estudante usava uma conta do Skype com o nome "Adolf", o nome do ditador da Alemanha Nazista, Adolf Hitler. O estudante tentava convencer os amigos de que o nazismo havia sido uma positividade para a humanidade. O estudante era considerado um bom aluno entre pais e professores da instituição, gostava de ler e tirava ótimas notas.
O pai de um estudante que é amigo do atirador relatou que o suspeito trouxe quadrinhos com diversas suásticas feitas pelo atirador. O suspeito havia planejado o atentado por dois meses e havia sido inspirado por outros massacres escolares, como o de Columbine, perpetrado pelos atiradores Eric Harris e Dylan Klebold, e o de Realengo, perpetrado pelo atirador Wellington Menezes de Oliveira. Colegas afirmaram que o estudante sofria bullying por parte dos colegas, incluindo uma das vítimas mortas, que praticava o ato. O suspeito era chamado de "fedorento" e já havia feito ameaças contra seus colegas e lia livros satânicos. Após o ataque, a advogada relatou que o estudante estava arrependido e abalado, assim como os pais.
Uma colega do atirador disse à imprensa que o atirador reagia de forma agressiva a brincadeiras. Outra estudante relatou que foi ameaçada pelo atirador após não conseguir responder uma questão de história e teve sua mãe ameaçada de morte.

## Vítimas
Seis estudantes foram baleados no tiroteio, dois deles morreram no local e outros quatro ficaram feridos e foram socorridos. Das seis vítimas, três eram meninos, dos quais dois morreram, incluindo um amigo do atirador, e outras três eram meninas, uma das quais ficou em estado grave.

### Mortos
Dois estudantes, meninos de 13 anos, sendo que um deles era amigo do atirador, morreram no ataque. Ambos foram baleados na cabeça pelo atirador.
- João Pedro Calembo, 13:

Calembo foi a primeira vítima baleada pelo atirador. Ele estava sentado atrás do atirador e foi atingido na cabeça. De acordo com o atirador e colegas de Calembo, ele era um desafeto do atirador e o havia chamado de "fedorento". Mas o pai da vítima negou isso.  Ele era o alvo do ataque e foi velado no Parque Memorial, o sepultamento foi agendado às 10h.
- João Vitor Gomes, 13:

Gomes foi a segunda vítima morta pelo atirador. Ele era amigo do atirador. O enterro foi previsto às 11h.

### Feridos
Quatro estudantes ficaram feridos, entre eles, um menino de 13 anos e três meninas de 13 e 14 anos de idade. Uma das meninas ficou em estado grave e acabou ficando paraplégica durante o ataque. Todos foram socorridos e levados aos hospitais, onde conseguiram sobreviver. Entre os feridos estão, em ordem cronológica em que os adolescentes receberam alta:
- Hyago Marques Barbosa, 13:

Marques foi o único menino ferido entre as quatro vítimas feridas. Marques foi levado para o Hospital de Urgências de Goiânia (Hugo), onde foi baleado nas costas durante o ataque. A bala que acertou Marques ficou alojada na vértebra. Marques foi o primeiro a receber alta entre as quatro vítimas feridas e recebeu alta no dia 22, por volta das 8h, dois dias após o ataque.
- Lara Fleury Borges, 14:

Fleury recebeu alta no dia 24 do Hospital dos Acidentados e precisou passar por tratamento durante cerca de 1 ano, o tiro tinha atingido Fleury e atravessado o punho. Fleury passou por uma cirurgia no dia 9 de novembro, quando teve que retirar o pino entre a mão e o antebraço, quando deu entrada no hospital, no dia do atentado.
- Marcela Rocha Macedo, 13:

Macedo ficou internada por 14 dias no Hospital de Urgências de Goiânia (Hugo), antes de receber alta no dia 3 de novembro. Macedo foi atingida nas costas e o tiro atravessou o pulmão e fraturou três costelas, antes de a bala se alojar em um dos seios de Macedo. Ela passou por duas cirurgias, enquanto permaneceu no hospital.
- Isadora de Morais, 13:

Em 9 de novembro, Morais recebeu alta do Hospital de Urgência Médica de Goiânia (Hugo). Morais foi atingida por três tiros durante o ataque, na nuca, coluna e costas, um dos tiros atingiu a 10ª vértebra da coluna vertebral, causando a paralisia de suas pernas e deixando-a com sequelas pelo resto da sua vida. Morais foi a única vítima ferida do ataque a ficar em estado grave e necessitar de atendimento imediato.

## Reações
O presidente brasileiro da época, Michel Temer (PMDB), comentou em sua rede social no Twitter: "Como todo brasileiro, estou consternado com a tragédia na escola de Goiânia." Minha solidariedade às famílias. Força!".
O prefeito de Goiânia, Íris Rezende (PMDB-GO), também se manifestou e comentou sobre o atentado e declarou "profunda tristeza", além de consolar as famílias das vítimas em suas redes sociais. Rezende afirmou ainda que toda a equipe da administração municipal está concentrada na assistência aos feridos e seus parentes.
Dois dias após o tiroteio, o Colégio Goyases emitiu uma nota de pesar por causa do ataque: "o luto das famílias de João Pedro e João Vitor é nosso, assim como de toda a sociedade e de todo o país". 

## Consequências
O caso teve repercussão internacional. O Governo de Goiás decretou luto oficial por três dias. O Ministério Público do Estado de Goiás recomendou na tarde do sábado, 21 de outubro, a internação provisória por 45 dias do autor dos disparos, e horas depois, a juíza plantonista Mônica Cézar Moreno Senhorello acatou o pedido. No dia 28 de novembro a Justiça condenou o jovem a três anos de internação, pena máxima prevista pelo ECA. O colégio foi fechado em decorrência do atentado e ficou sem aulas por 10 dias. Muitas pessoas fizeram uma vigília na frente do colégio, orando e trazendo velas para frente da instituição. A sala de aula, onde ocorreu o tiroteio, foi transformada em uma sala de artes para lazer.
Em maio de 2020, após mais de dois anos de internação, ele foi liberado.